# Nicht von dieser Welt (Lied)
Nicht von dieser Welt ist ein Lied des deutschen Musikers Xavier Naidoo aus dem Jahr 1998.

## Entstehung und Veröffentlichung
Das R&B-Lied wurde vom Interpreten selbst, zusammen mit Richard Geppert, geschrieben beziehungsweise komponiert. Für die Produktion zeichneten Martin Haas und Moses Pelham verantwortlich.
Die Erstveröffentlichung von Nicht von dieser Welt erfolgte als Teil von Xavier Naidoos zweitem, gleichnamigen Studioalbum am 30. Mai 1998 bei Pelham Power Productions. Am 3. August 1998 erschien es erstmals als zweite Singleauskopplung aus dem Album. Diese erschien als 12″-Single und Maxi-Single mit verschiedenen Remixen als B-Seite.

## Musikvideo
Das dazugehörige Musikvideo entstand unter der Regie von Thomas Job und wurde bis September 2023 über 4,6 Millionen Mal auf der Videoplattform YouTube abgerufen.

## Charts und Chartplatzierungen
| ChartsChartplatzierungen | Höchstplatzierung | Wochen |
| ------------------------ | ----------------- | ------ |
| Deutschland (GfK)        | 19 (16 Wo.)       | 16     |

## Coverversionen
- 2018: Goldmeister (Album: Alles Gold)[6]